# 静岡市立駒形小学校
静岡市立駒形小学校（しずおかしりつ こまがたしょうがっこう）は、静岡県静岡市葵区南安倍二丁目にある公立小学校。

## 沿革
- 1949年（昭和24年）4月 - 開校（当時の地番：静岡市南安倍町82番地）[1]。
- 1970年（昭和45年）1月20日 - 開校20周年記念、グリーンベルト設置[1]
- 1989年（平成元年）
  - 10月 - 40周年記念植樹。市長が来校し記念植樹。
  - 11月 - 40周年記念式典を挙行。
- 1999年（平成11年）10月 - 創立50周年式典。
- 2009年（平成21年）11月 - 開校60周年記念式典

## 通学区域
| 葵区 - 川越町 - 駒形通四～六丁目 - 清閑町 - 南安倍一丁目・二丁目 | - 弥勒一丁目・二丁目 駿河区 - 南安倍三丁目 - 寿町 |

## アクセス
- しずてつジャストライン用宗線、西部循環線（B線） ｢駒形小学校前｣停留所から、徒歩3分

## 著名出身者
- 水野颯太 - プロサッカー選手